# Céréale vêtue
On parle de céréales à grain vêtu et grain nu, pour distinguer celles dont le péricarpe du grain (glume et glumelle) reste attaché au grain à maturité après battage (céréale à grain vêtu ou à caryopse vêtu) de celles qui le perdent facilement au battage (céréale à grain nu ou à caryopse nu) ,.   

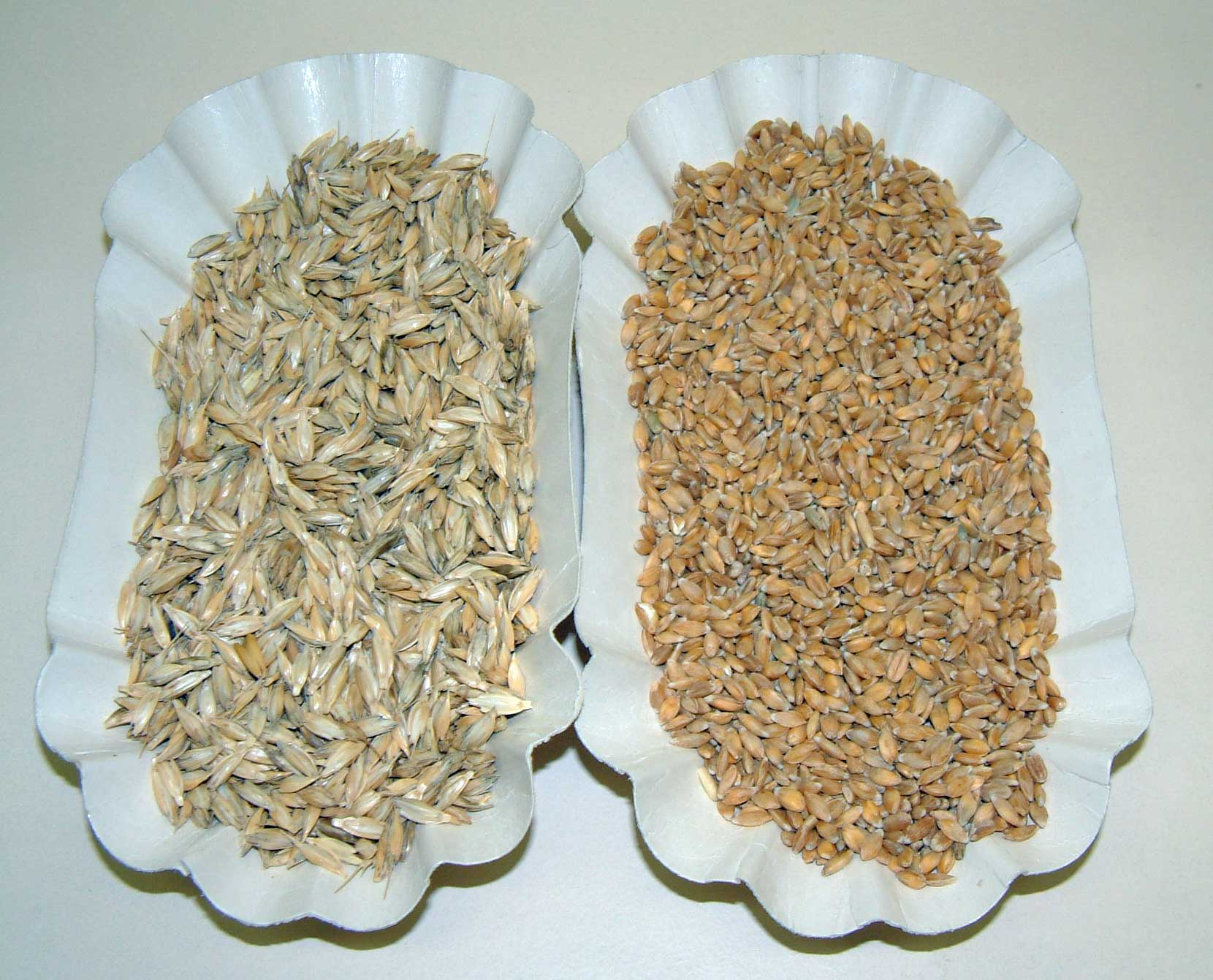
Engrain - céréale vêtue - avec la balle (à gauche) et après décorticage (à droite).

Avant consommation humaine et éventuellement mouture en farine, les céréales à grain vêtu doivent être débarrassées de cette enveloppe soit par mondage (décorticage) soit par polissage ,.
Ces protections des grains de céréales plus ou moins adhérentes influencent les évènements de domestication, les techniques et les matériels de transformation, de cuisson, de stockage, de semis. Les espèces à akènes non adhérente (sarrasin) sont plus facilement décorticables que celles à caryopse soudée (graminées). Les conséquences anthropologiques par zone de domestication, au niveau des modes de vie et de l'histoire des civilisations ont été mises en lumière depuis le XXe siècle .

## Dénomination, vocabulaire
Vêtu ou nu se disent en anglais : not free-threshing cereals (hulled grain, hulled cereal) et  free-threshing cereals (naked grain), en espagnol : cereal vestido o cereal desnudo et en allemand : Spelzgetreide und Nacktes Getreide ,,,.    

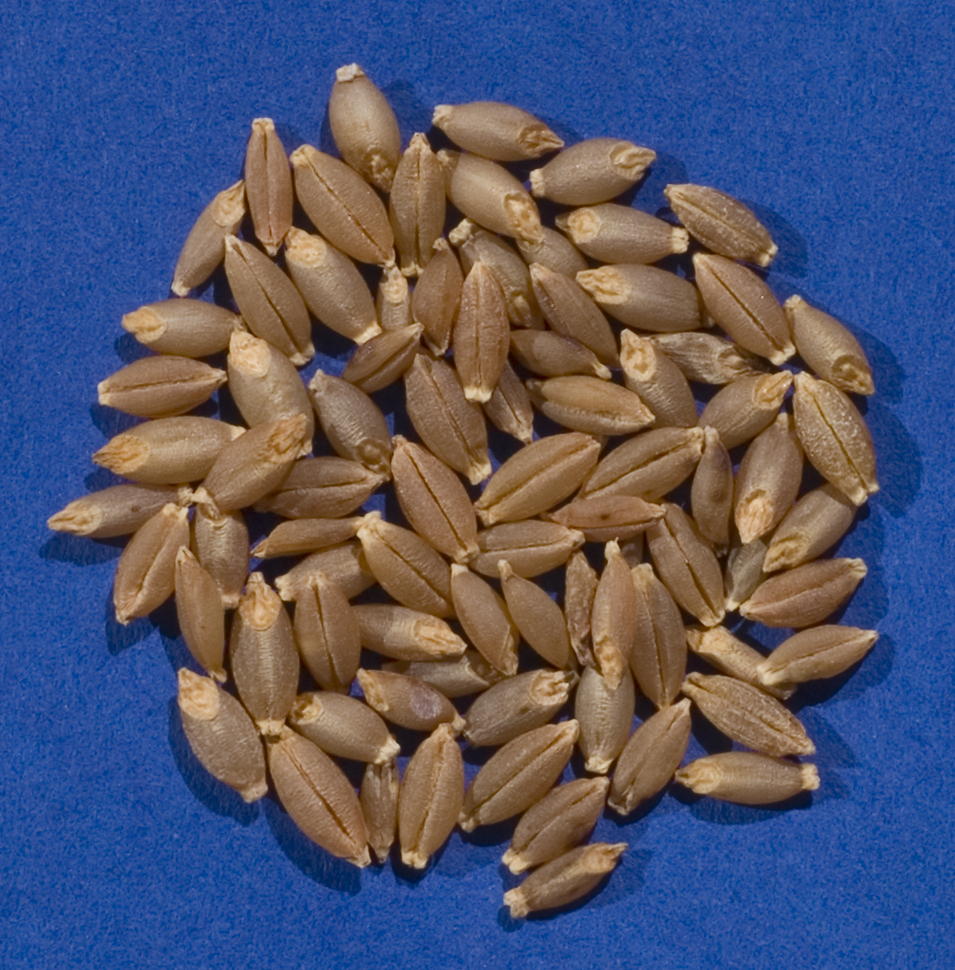
orge nue

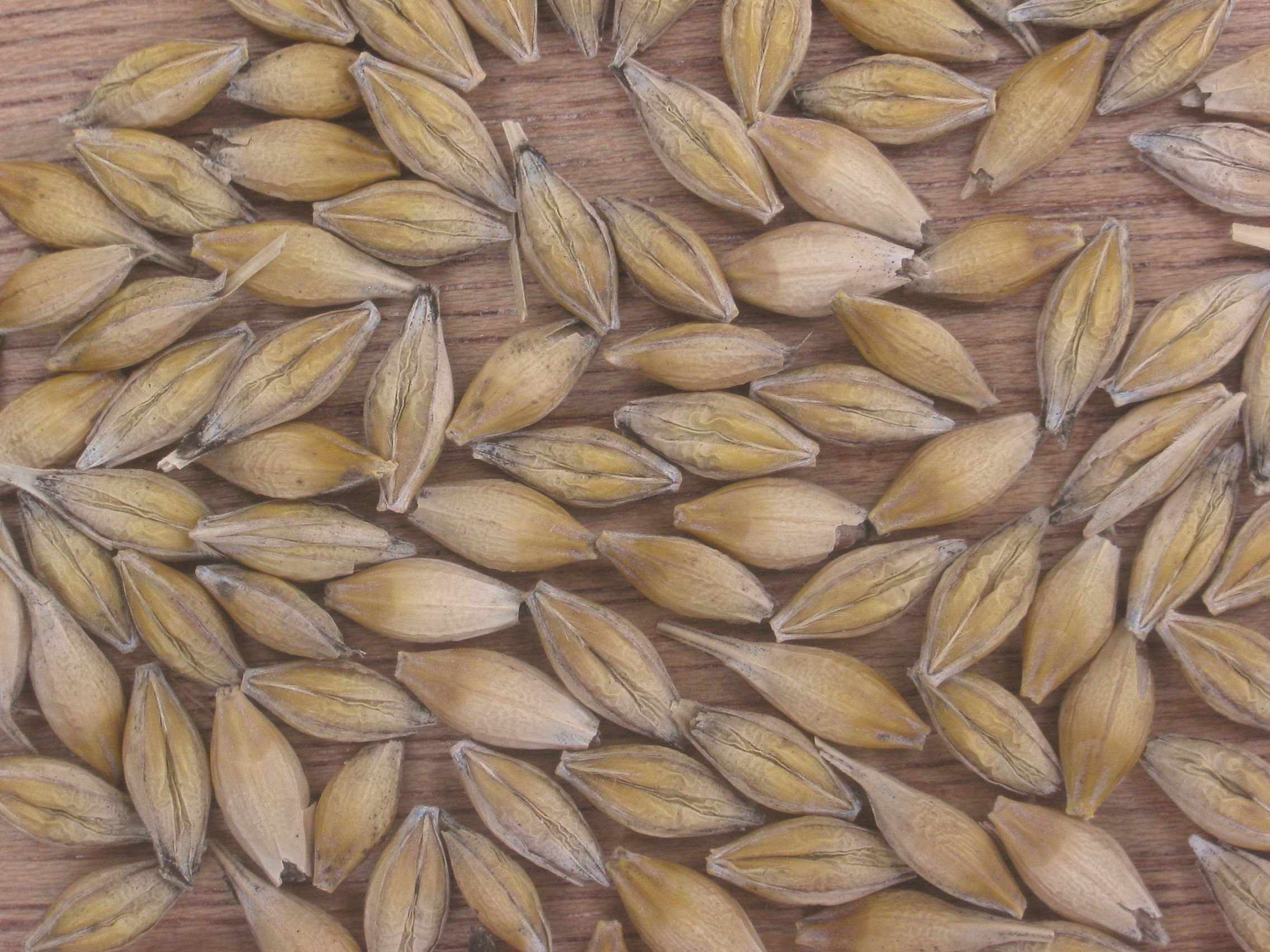
orge vêtu

Les caryopses murs sont entourés de fines bractées écailleuses ou glumelles (lemme ou glumelle inférieure et paléole). Elles forment des glumes sèches (anglais husk)  qui sont éliminées au battage (anglais: threshing ou thrashing) des céréales à grain nu et constituent la balle. Quand un grain vêtu est décortiqué on parle de grain mondé ou gruau (anglais : husked grain or groats), quand il est poli on parle de grain perlé (pearl grain).
Certaines céréales nues sont dépourvues de balle et ne nécessitent donc pas de décorticage (shelled cereal): le maïs, le sorgho, certains blés.
Ne pas confondre avec la distinction : céréales à grain entier (céréale entière, aliment complet) qui contient l'endosperme, le germe et le son, et céréales raffinées qui conservent seulement l'endosperme et qui toutes les deux sont débarrassées des glumes et glumelles. 

Schéma d'un épillet de riz (oryza sativa), céréale toujours vêtue

## Le caractère vêtu et nu déterminant dans la domestication des céréales
Le degré d'adhérence de la balle au caryopse est variable. Certaines céréales vêtues pouvant porter exceptionnellement des grains nus : certaines avoines, l'orge commune (Hordeum vulgare) européenne . La génétique de l'orge montre que c'est l'action d'un gène récessif NUD (chromosome 7H) qui contrôle le caractère du caryopse nu et que son inactivation produit un phénotype d'orge à grain nu ,. Autrement dit, d'une part le caractère vêtu ou nu de l'orge résulterait bien d'un évènement de domestication (sélection d'un mutant spontané) et d'autre part, l'amélioration de l'orge vers des cultivars nus va se poursuivre . L'orge nue est un fourrage qui remplace partie du maïs-grain, avec un contenu énergétique comparable, son caractère dévêtu limite les mycotoxines et il est riche en protéines. La sélection des orges nues est constatée en Occident dès la culture rubanée du VIe millénaire av. J.-C. . Des orges nues aujourd'hui disparues étaient ajoutées lors du brassage des bières norvégiennes pour en améliorer la qualité (couleur, goût et force).

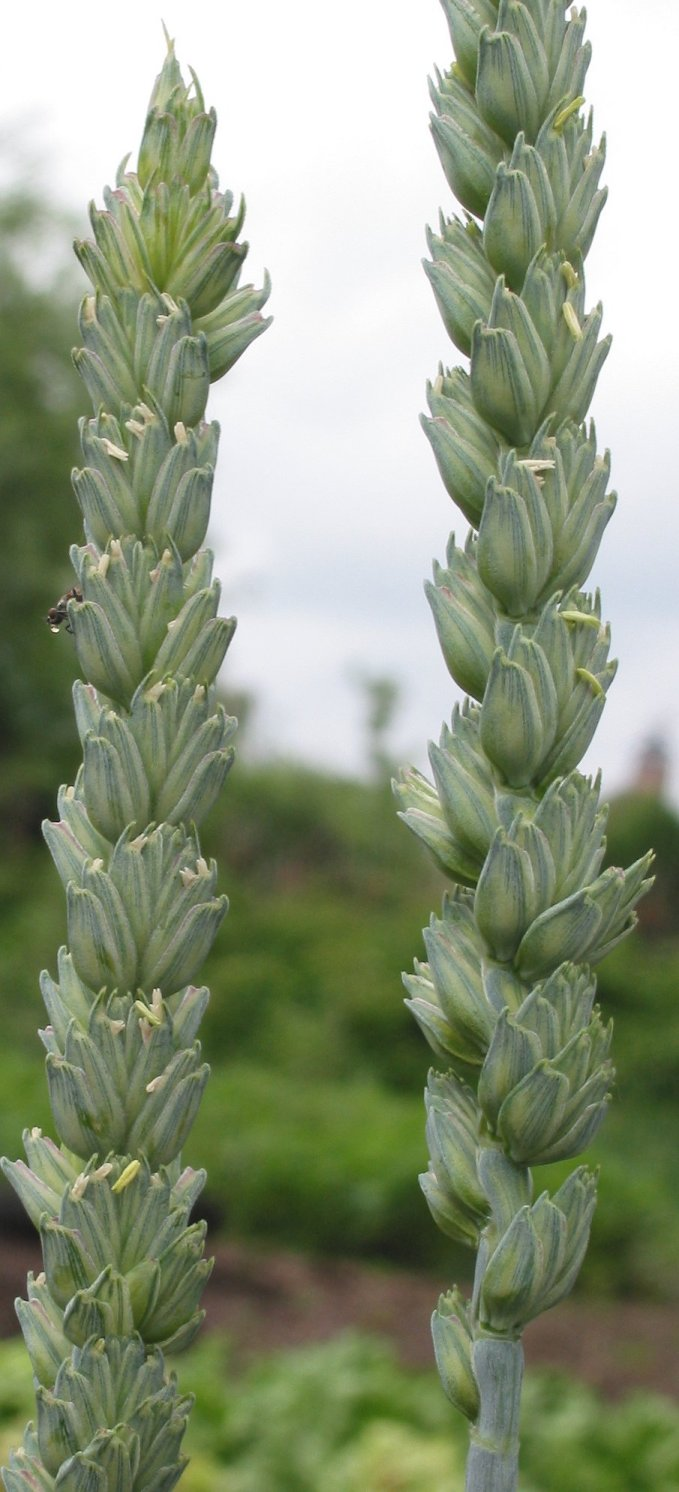
Blé tendre, céréale nue

De même, chez le maïs (Zea mays ssp) l'apparition du grain nu, événement décisif dans sa domestication, est en lien avec le contrôle de ce phénotype par un gène unique : TGA1 (teosinte glume architecture 1) . Chez l'avoine, il a été démontré que les conditions environnementales n'ont pas une grande influence sur la détermination du caractère nu, une région génomique expliquait plus de 50% du phénotype nu . Chez le sorgho GC1 (Glume Coverage 1), code pour une sous-unité γ atypique de la protéine G, régule négativement la couverture des glumes, la stratégie de sélection des sorghos à grain nu a pour base cette spécificité génétique (2022).
Les blés sauvages : amidonnier (Triticum turgidum), l'épeautre (Triticum spelta), les engrains (Triticum monococcum), le fonio blanc (Digitaria exilis) et le fonio noir (Digitaria iburua), l'orge (Hordeum), les riz (Oryza), le millet commun (Panicum miliaceum) sont des céréales vêtues cultivées. Le pain est caractéristique des traditions culturelles néolithiques du Proche-Orient, rare région du monde où la domestication des céréales a eu lieu sans récipients de cuisson en poterie (contrairement au développement précoce de la céramique au Sahara ou en Asie Orientale) incite y chercher l'origine de farines panifiables . Le blé panifiable (Triticum aestivum), céréale à grain nu, est apparu au IXe millénaire av. J.-C. dans cette région. Sans cesse amélioré par l'homme depuis lors il n'est pas une espèce sauvage mais une hybridation entre l'amidonnier cultivé et Aegilops tauschii ,. L'histoire des blés est une suite de mutations successives : au rachis cassant des blés sauvages (Triticum boeoticum et Triticum dicoccoides) succède le rachis non cassant des blés décortiqués domestiqués, leur caractère de battage libre donne naissance à des blés (Triticum durum et Triticum spelta) avec des grains nus à haut rendement battus librement qui à leur tour voient une sélection de nombreux cultivars.
Dans le Languedoc, l'orge nue et le blé nu étaient les plantes les plus cultivées tout au long du Néolithique. Le seigle  sauvage (Secale cereale) dont le grain est nu, est une domestication aussi ancienne, c'est une culture dominante dans plusieurs sites mésopotamiens, plus facile à battre que le blé ou l'orge vêtus, il se prépare aisément comme aliment (torréfaction, broyage, ébullition et purée) .
Nombreuses sont les hypothèses sur l'origine de la demande de blé nus en Europe : mauvaise conservation des blés vêtus mondés, facilité d'extraction de la farine en l'absence de glumelles, etc. (au bronze récent du Proche-Orient les céréales vêtues auraient été remplacées par des nues lors d'un changement de climat devenu plus humide), la plus généralisable est que ces blés sont plus adaptés au commerce et au transport car ils se traitent et se conservent plus aisément que les blés vêtus (Véronique Mattrene, 2003) ,,. Une étude de l'usure des meules préhistoriques d'une série de sites néolithiques (2021) montre qu'on doit se garder d'une opposition systématique : pendant une même période chronologique la diversité de la transformation des céréales et des repas céréaliers est constatée . En revanche, les vestiges alimentaires ensevelis en aout 79 à Pompéi montrent la présence minoritaire de blés vêtus (engrain, amidonnier, épeautre) consommés en bouillies aux côtés de blé nus (froment, blé dur majoritaire, blé poulard) destinés à la panification. Véronique Zech confirme deux causes à la disparition croissante des premiers avec l'urbanisation au profit des seconds : les céréales nues sont plus facile à stocker et à transporter, ce sont des céréales «prêtes à l'emploi» dit-elle.
Le riz est la céréale vêtue la plus cultivée (pléonasme signalé par Yoshio Abé puisque le riz n'est jamais nu) .  Le riz est une céréale vêtue dont la domestication tient avant tout à l'adaptabilité, la tolérance au milieu et la faible demande en fertilisation : « avantages considérables et uniques parmi les céréales » (J. Guillaume, 2013). Sa consommation a dû être très élevée dès l'origine de sa domestication comme le montre l'étude des restes de Shangshan (Changjiang -Yangtze), VIIIe millénaire av. J.-C. ,.

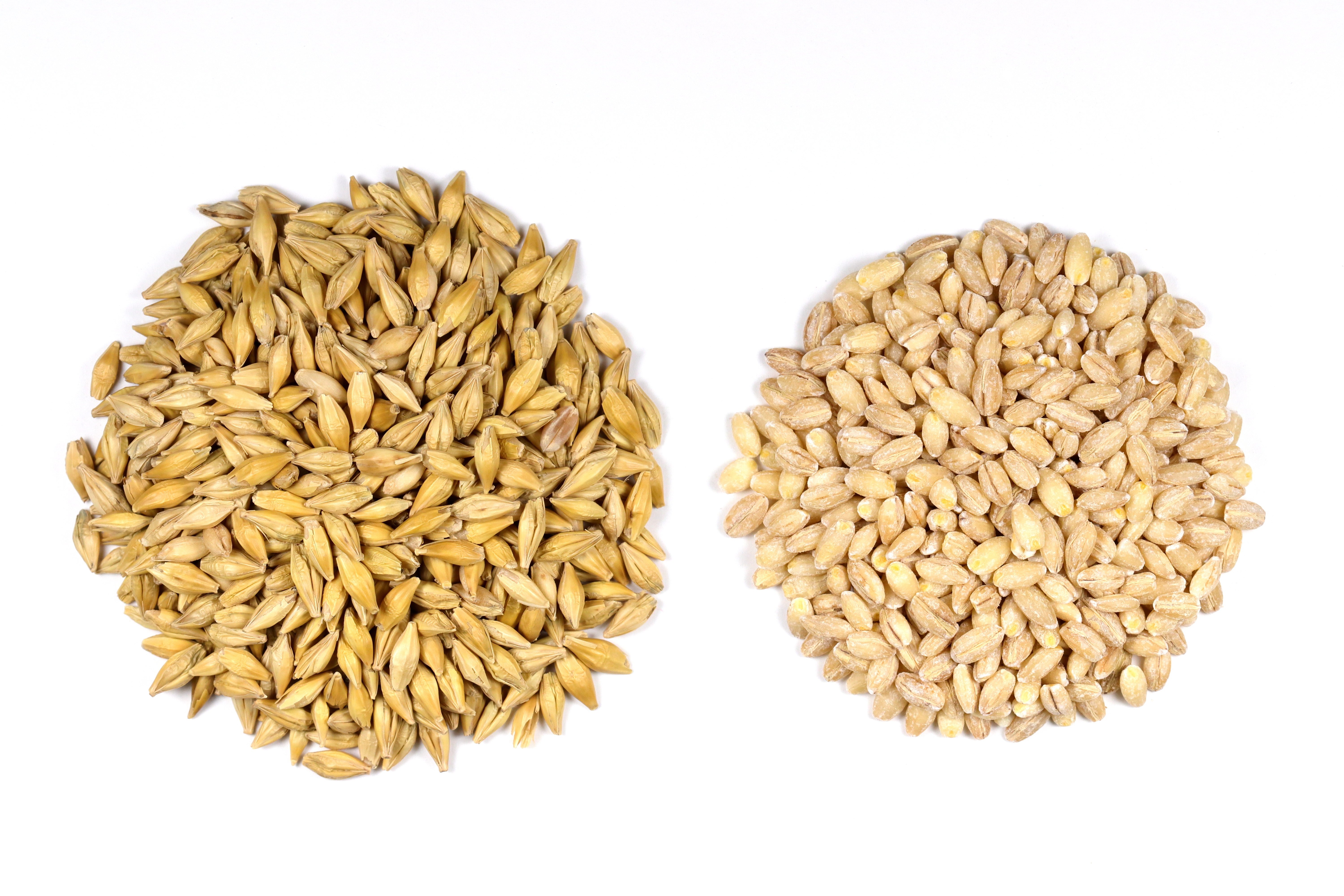
Orge avant et après décorticage (orge perlé)

### Le décorticage
Le décorticage est l'opération par laquelle on élimine l’enveloppe adhérente du grain, il est différent du polissage (appliqué au riz), on décortique par divers procédés : abrasion, impact, chaleur, solvant, abrasif. Le plus généralement on utilise un ou une décortiqueu(r)se les 2 genres se rencontrent en français. Jean-François Cruz et al. notent que « le terme de décorticage est ambigu car il ne correspond pas à la même opération selon que l’on transforme des céréales nues ou des céréales vêtues. Pour les céréales vêtues comme le riz ou le fonio, le décorticage consiste en l’élimination des enveloppes externes que sont les balles alors que l’élimination des sons est appelée blanchiment»[réf. à confirmer].
Il existe divers types de décortiqueuses selon les caractéristiques de la graine. À l'origine le décorticage du riz était fait au pilon dans un mortier.  Il existe en Afrique des décortiqueurs polyvalents (qui visaient en premier le sorgho et de mil) à disques abrasifs de petites dimensions, peu coûteux.

### Le polissage

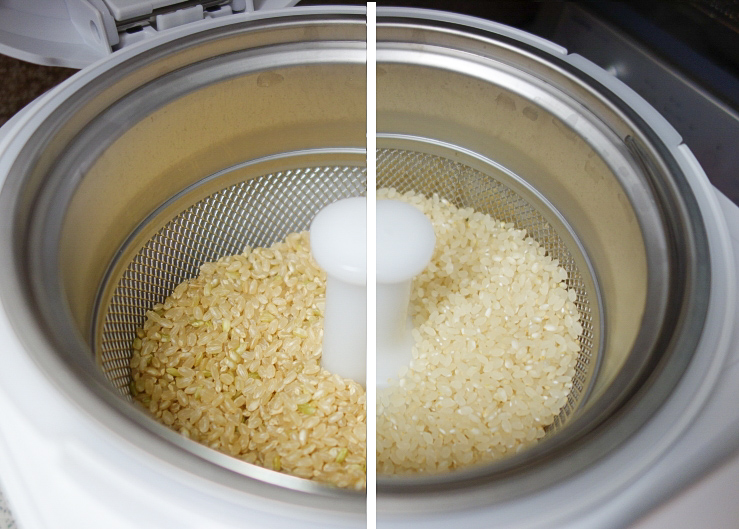
Riz avant et après polissage

Le polissage ou blanchiment est une abrasion intense qui dénude totalement le grain de son enveloppe (péricarpe et testa) et aussi tout ou partie  de la couche à aleurone et du germe, on parle de polissage pour le riz (polisseuse à riz), l'orge ou le blé dur. Un ultime degré d'abrasion est le glaçage.

## Influence du caractère vêtu ou nu des céréales et le développement des civilisations

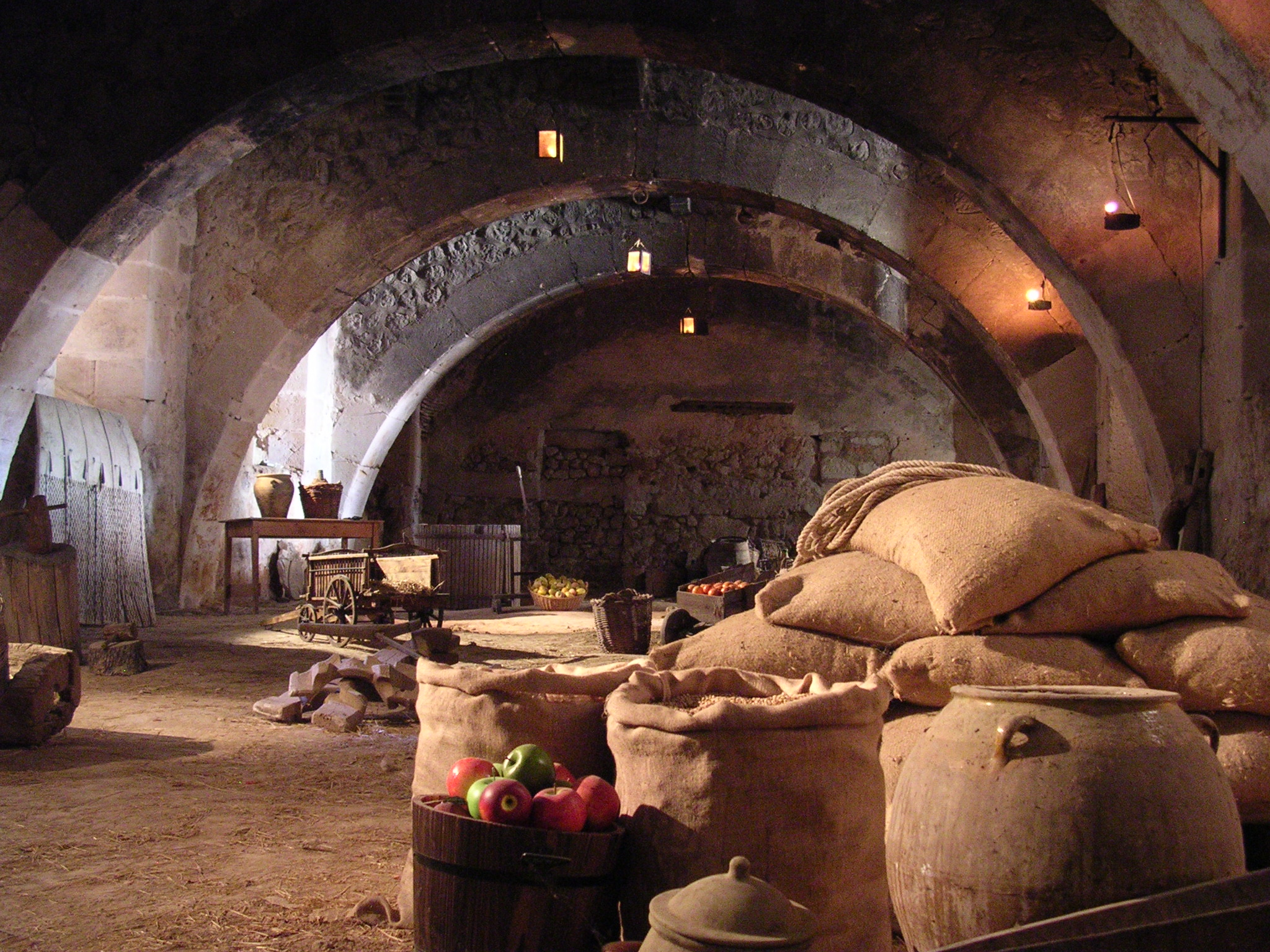
Stockage du blé à Santa María de Huerta, Espagne

L'économiste soviétique Naum Jasny (de) relie le remplacement progressif en Égypte lagide et romaine de l'amidonnier, vêtue, par le blé dur, nu, à des facteurs techniques notamment de place nécessaire pour le stockage de quantités équivalentes de nourriture (deux fois et demie plus efficace pour le blé dur).
François Sigaut (1996) montre, à la suite des travaux du sinologue Joseph Needham, que l'invention du moulin rotatif à grande capacité pour la production de farines de blé tendre - céréale nue - arrive très tôt en Europe (Ier siècle av. J.-C.), suscite les progrès de harnachement animal, l'exploitation de l'énergie hydraulique à l'époque romaine et au Moyen Âge avec comme conséquence lointaine l'industrialisation de l'Europe, quand le pain blanc devient la nourriture de base des urbains,. En revanche, en Chine, pas de moulins rotatifs développés mais le tarare (vanneuse bien adaptée au traitement du millet et du riz) qui apparait dès les Han alors qu'ils ne sont pas développés en Occident avant le XVIIe siècle aux Pays-Bas, en connexion avec la production d'orge perlée et en Suisse dans des régions à épeautre et blé vêtu. Le riz et le millet ne se conservent pas après décorticage, ils demandent une préparation quotidienne en petites quantité et des vannages répétés ,.

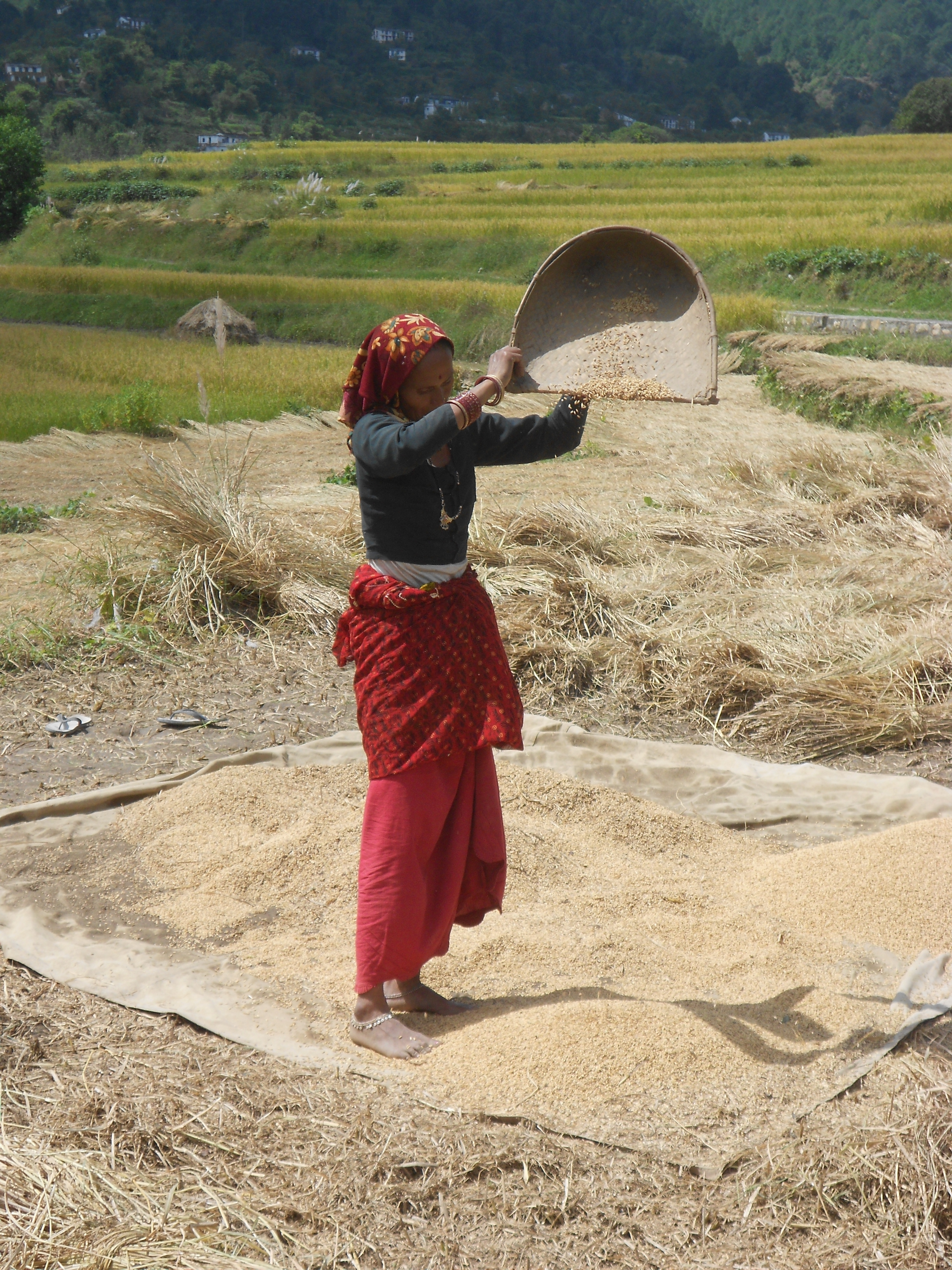
Vannage du riz au Uttarakhand, Inde

Liens entre la technique de cuisson et la céréale : la cuisson à la vapeur est très tôt toujours dominante en Chine, au Moyen-Orient se développement de fours spécifiques pour la cuisson des pains que les arabo andalous appellent le four romain toujours dominants en Europe .
L'architecture des maisons, des silos remplacés par des greniers avec l'arrivée des blés nus, l'outillage agricole est différent selon le besoin de décortiquer les semences ou non avant le semis ,,. Natàlia Alonso a montré que l'évolution des architectures de silos est corrélée avec les preuves archéologiques de changements socio-économiques à long terme au sein de ces communautés agricoles pré et protohistoriques . Selon ses travaux, pour les céréales nues la séparation de la paille et des glumes post-récolte font partie des tâches agricoles (plutôt masculines), les céréales à grain nu devant être conservées habillées sont nettoyées ultérieurement lors des travaux domestiques (torréfaction, décorticage, tamisage) font partie traditionnellement des tâches féminines à petite échelle, masculine à grande échelle, d'où des évolutions sociales qui ont du marquer la paléoéconomie et la paléosociologie et aussi la morphologie (musculation, squelette) des deux sexes .